# Playing with Fire (álbum de Kevin Federline)
Playing with Fire es el primer y único álbum del rapero Kevin Federline lanzado el 31 de octubre de 2006 llegando al lugar número 151 de Billboard 200 con 6500 copias vendidas en Estados Unidos en su primera semana a la segunda semana salió del chart por tan solo vender 1200 copias, en Top Heatseekers el álbum tuvo un poco más de suerte llegando a la segunda posición. Hasta ahora el álbum ha vendido solo 35 000 copias.

## Críticas
El álbum ha recibido críticas muy negativas por sus bajas ventas, su bajo calificativo profesional, y demás.

## Lista de canciones
1. "Intro" - 0:57
2. "The World Is Mine" (W. Crawford/K. Federline/C. Olsen) - 2:43
3. "America's Most Hated" (W. Crawford/K. Federline/J.R. Rotem) - 3:42
4. "Snap" (C. Brooks IV/W. Crawford/K. Federline) - 2:14
5. "Lose Control" (K. Federline/J.R. Rotem) - 3:36
6. "Dance with a Pimp" (featuring Ya Boy) (W. Crawford/K. Federline/J.R. Rotem) - 3:50
7. "Privilege" (featuring Bosko) (B. Kante/K. Federline) - 3:59
8. "Crazy" (featuring Britney Spears) (K. Federline/M. Greene/B. Kante/G. Louriano) - 3:23
9. "A League of My Own" (K. Federline/Versatyle) - 3:25
10. "Playing with Fire" (K. Federline/Fingers/Twirp) - 4:48
11. "Caught Up (Intro)" - 0:56
12. "Caught Up" (W. Crawford/K. Federline/C. Olsen) - 3:47
13. "Kept on Talkin'"/"Middle Finger" [Hidden Track] (W. Crawford/K. Federline/C. Olsen) - 10:36

- Datos: Q2707992